# Rubus candicans
Rubus candicans là loài thực vật có hoa trong họ Hoa hồng. Loài này được Weihe miêu tả khoa học đầu tiên năm 1832.